# Bitwa w Moonsundzie
Bitwa w Moonsundzie – bitwa morska stoczona 17 października 1917 roku w cieśninie Moonsund, pomiędzy flotami Niemiec i Rosji w trakcie operacji Albion podczas I wojny światowej.

## Tło
16 października 1917 roku  w godzinach porannych na wody Zatoki Ryskiej wpłynął zespół okrętów niemieckich pod dowództwem wiceadmirała Paula Behncke. W skład zespołu wchodziły: okręty liniowe SMS „König” i SMS „Kronprinz”, krążowniki lekkie SMS „Kolberg”, SMS „Augsburg” i SMS „Straßburg” oraz towarzyszące im torpedowce, trałowce i statki transportowe. Zadaniem zespołu niemieckiego było dotarcie do portu Arensburg na Ozylii. W tym czasie główne siły floty rosyjskiej, w skład których wchodziły między innymi pancerniki „Grażdanin” i „Sława” oraz flagowy krążownik pancerny „Bajan”, kotwiczyły na redzie Kuivastu. Zadaniem sił rosyjskich była obrona południowego podejścia do cieśniny Moonsund.
O godzinie 11:30 16 października 1917 wiceadmirał Behncke otrzymał rozkaz zaatakowania rosyjskich sił morskich znajdujących się na wodach Zatoki Ryskiej i w Moonsundzie. Przystępując do realizacji zadania, Paul Behncke postanowił odesłać do Arsenburga transportowce, przydzielając im jako eskortę krążownik SMS „Augsburg” i część trałowców, a z pozostałymi siłami wpłynąć w głąb Zatoki Ryskiej i po przeczekaniu nocy zaatakować siły rosyjskie.

## Bitwa
17 października o godzinie 6:00 z pokładu rosyjskiego kontrtorpedowca „Diejatielnyj”, pełniącego dozór na południe od zagrody minowej w Moonsundzie, dostrzeżono zbliżające się okręty niemieckie, uformowane w dwie kolumny. W skład pierwszej wchodziły okręty liniowe: SMS „König” i SMS „Kronprinz”, 8 torpedowców i trałowce, drugiej dwa duże transportowce w asyście torpedowców i trałowców. W niewielkiej odległości za nimi podążały w asyście trałowców 8 półflotylli krążowniki: SMS „Kolberg” i SMS „Straßburg”.
O godzinie 7:22 rosyjskie pancerniki „Grażdanin” i „Sława” otworzyły ogień do niemieckich trałowców z 8 półflotylli. O 7:50 do walki włączyła się rosyjska bateria brzegowa, składająca się z czterech dział kalibru 254 mm, ulokowana we wsi Woj na wschodnim skraju wyspy Moon, biorąc na cel 3. dywizjon trałowców. Już w trzeciej salwie artylerzystom „Sławy” udało się trafić trałowce niemieckie i zmusić je do odwrotu. W trakcie tego manewru jeden z towarzyszących trałowcom torpedowców, T 66, wszedł na minę i zatonął. O godzinie 8:05 niemieckie pancerniki z odległości 24 000 m otworzyły ogień do jednostek rosyjskich. Wymiana ognia trwała do godziny 8:50, kiedy to okręty niemieckie przerwały ostrzał i skryły się za zasłonami dymnymi.
Kolejne starcie miało miejsce około godziny 9:00 i ograniczyło się do krótkiej wymiany ognia. W tym czasie na „Sławie” miała miejsce awaria dziobowej wieży artyleryjskiej kalibru 305 mm, co zmniejszyło o połowę siłę jej ognia. Fakt zmniejszenia intensywności ognia „Sławy” prawdopodobnie został niezauważony na okrętach niemieckich, gdyż te zwiększyły dystans dzielący je od pancerników rosyjskich i bitwa została ponownie przerwana.
Około godziny 9:30 do ataku na okręty rosyjskie przystąpiły niemieckie samoloty. Zrzuciły one około 50 bomb, ale nie uzyskały żadnego trafienia.
Około 9:50 wiceadmirał Bachiriew, obawiając się odcięcia drogi odwrotu, wydał rozkaz ataku na siły niemieckie w celu powstrzymania ich marszu w kierunku cieśniny. Rosyjskie pancerniki „Grażdanin” i „Sława” oraz krążownik „Bajan” ruszyły w kierunku południowego wejścia do Moonsundu. Strzelając z dystansu 12 500 – 13 000 metrów, dość szybko zmusiły do ustąpienia 8 flotyllę trałowców. Na pomoc wycofującym się trałowcom ruszyły natychmiast pancerniki niemieckie i o godzinie 10:13 otworzyły intensywny ogień do jednostek rosyjskich. SMS „König” obrał za cel „Sławę”, a SMS „Kronprinz” − „Grażdanina”. Niemcom dość szybko udało się wstrzelić do „Sławy”, która uszkodzona już o godz. 10:25 zaczęła wychodzić spod ognia; manewr ten nie uchronił jej jednak przed dalszymi trafieniami celnie strzelających Niemców. Dwa pociski dużego kalibru trafiły w okolice dziobowej wieży artyleryjskiej, trzeci w rejon maszynowni. Przez powstałe uszkodzenia do kadłuba „Sławy” wdarło się około 1000 ton wody. Spowodowało to wzrost zanurzenia okrętu o około metr i ośmiostopniowy przechył na burtę. Uszkodzona „Sława” zwolniła i wówczas została jeszcze czterokrotnie trafiona pociskami kalibru 305 mm. W tym samym czasie „Grażdanin” otrzymał dwa trafienia pociskami dużego kalibru, a „Bajan” jedno.
W tej krytycznej dla zespołu rosyjskiego sytuacji wiceadmirał Bachiriew o godzinie 10:30 wydał rozkaz odwrotu, kierując się w stronę toru wodnego w Moonsundzie. Walka sił głównych zakończyła się o godzinie 10:50.
Po dojściu wycofujących się okrętów rosyjskich do toru wodnego w cieśninie okazało się, że „Sława” z uwagi na zwiększone zanurzenie nie może płynąć dalej. W tej sytuacji Bachirew wydał rozkaz zatopienia pancernika w poprzek toru wodnego, tak aby jego wrak zablokował drogę okrętom niemieckim. Pomimo licznych uszkodzeń „Sława” nie chciała zatonąć i dopiero wystrzelona przez jeden z rosyjskich kontrtorpedowców torpeda przypieczętowała los okrętu.
Po wycofaniu się eskadry rosyjskiej okręty niemieckie zatrzymały się w południowej części Moonsundu, której niewielka głębokość i miny uniemożliwiły im dalszy pościg za wycofującymi się jednostkami rosyjskimi.
Po zakończeniu walki sił głównych o godzinie 11:25 podążające z tyłu krążowniki: SMS „Kolberg” i SMS „Straßburg” oraz asystujące je trałowce skręciły na północny zachód w kierunku Cieśniny Mały Sund. W godzinach od 11:35 do 13:45 ostrzelały one baterie rosyjskie we wsi Woj, a po zbliżeniu się do brzegów Muhu o godzinie 15:45 wysadziły na brzeg niewielkie oddziały desantowe celem zdobycia baterii rosyjskiej we wsi Woj. Ostatecznie bateria zajęta została bez walki o godzinie 17:30.
Po bitwie, o 1 w nocy 18 października zatonął na rosyjskiej minie u wybrzeży łotewskich niemiecki niszczyciel S 64, ze stratą  6 osób załogi.

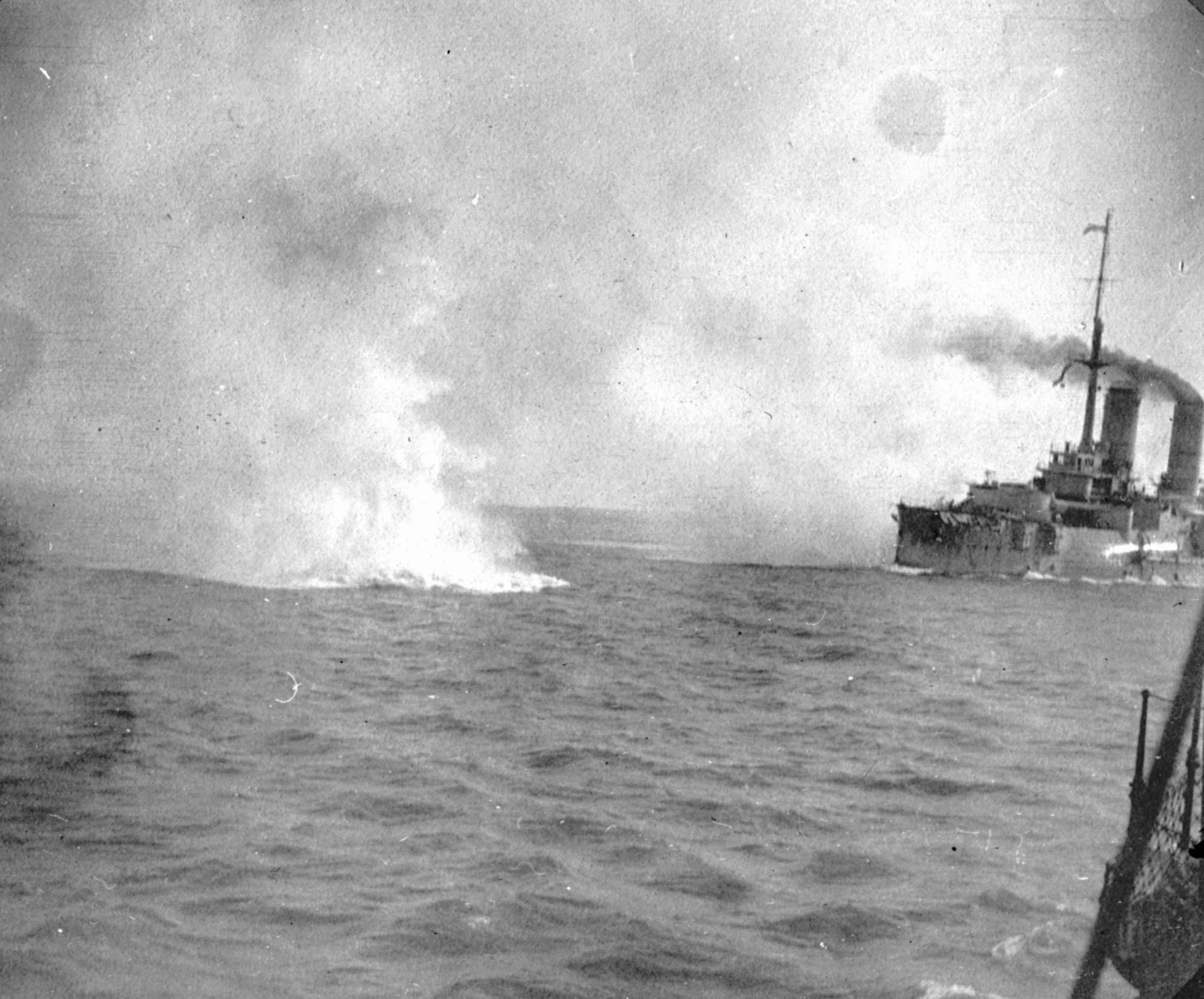
Rosyjski pancernik „Sława” otwiera ogień do niemieckich okrętów
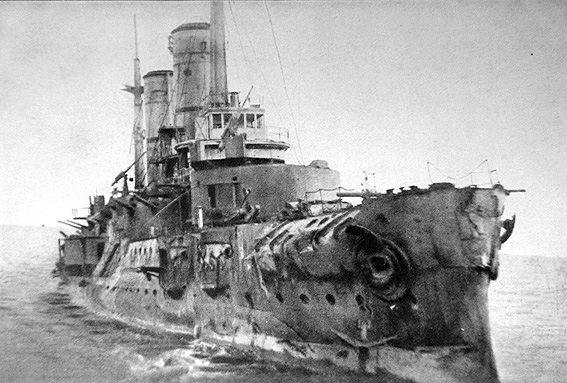
Wrak rosyjskiego pancernika „Sława”